# Ehud Barak
Ehud Barak (Hebraisk: אֵהוּד בָּרָק) (født Ehud Brog den 12. februar 1942 i Mishmar HaSharon kibbutzen i Det britiske mandatområde i Palæstina) er en israelsk politiker. Barak var Israels tiende premierminister fra 1999–2001. Pr. januar 2009 er han landets forsvarsminister, en position han har besiddet siden 2007.

## Familie
Barak var gift i 34 år med Nava, som han har tre døtre med; de er i dag separerede.

## Uddannelse og militær karriere
Ehud Barak er uddannet (BA, Bachelor of Arts) fra Hebrew University i Jerusalem i matematik og fysik i 1976 og desuden i administration ved Stanford University i USA i 1978. I 1959 startede hans militære karriere. I 1970'erne var han kommandant for eliteenheden Sayyeret Matkal, fra 1983-86 var han leder af Israels efterretningstjeneste og i 1991 blev han leder af det israelske militær med den højeste rang en soldat kunne nå i den isralske hær. I 1995 valgte Barak at trække sig tilbage fra hæren som den mest dekorerede soldat i Israels historie sammen med Major Nechemya Cohen.

## Politisk karriere
Barak blev i 1995 medlem af arbejderpartiet og blev samtidig udnævnt til indenrigsminister i Rabins regering og efter denne blev myrdet som udenrigsminister i Shimon Peres regering. Han blev valgt til Knesset første gang i 1996 og samme år blev han leder af arbejderpartiet og 17. maj 1999 udnævnt til premierminister, en post han bestred indtil valgnederlaget til Ariel Sharon 7. marts 2001. 